# Sistema de la lengua
Con Saussure se tiende a investigar el lenguaje humano como un todo organizado donde sus elementos se estructuran en cinco niveles:
- científico
- Fonológico
- Sintáctico
- Semántico
- Sistemático
Desde el estructuralismo se plantea la cuestión con dos presupuestos: el inmanentismo (el estudio de una abstracción ideal) y la metodología de sistemas donde la unidad de análisis no son los elementos considerados por sí mismos sino como relaciones de interdependencia. 
Las características del sistema estructural de la lengua las resume Benveniste en cuatro puntos:
- es una unidad global que incluye subunidades.
- Se establece un equilibrio formal siguiendo unas leyes constantes.
- Los constituyentes de esta estructura cumplén una función.
- Las unidades de un nivel son subunidades del nivel superior. 
El concepto de sistema fue aplicado con productivos rendimientos por la Escuela de Praga y por la Escuela de Copenhague. Pero será Hjelmslev quien reformule las ideas de Saussure profundamente y reorganice su visión de la lengua como sistema. En su teoría Glosemática sustituye los conceptos saussureanos de significante y significado por los de expresión y contenido. Además, el estudio estructural, según Hjelmslev, debe realizarse desde dos planos: el de la expresión y el del contenido. Y estos planos contienen forma y contenido. De este modo, la asociación de la forma de la expresión y la forma del contenido surge una "forma entre dos sustancias", es decir, la lengua.
Coseriu introduce los conceptos de habla, norma y sistema. El habla es la realización o actualización lingüística que realiza cualquier hablante de un idioma determinado. La norma es el uso generalizado o modelo común a los usuarios (hablantes) de una lengua agrupados por multitud de criterios (geográficos, estilísticos, funcionales, sociales, de edad, de sexo, etc; de ahí salen las variedades diafásicas, diastráticas, etc). Finalmente, el sistema es el tercer grado de abstracción del uso de la lengua por parte de sus poseedores. Son las características indispensables, leyes abstractas que permiten el funcionamiento del sistema.

## Relaciones entre signos
El sistema de la lengua se fundamenta en una serie de relaciones entre signos, tradicionalmente llamadas "oposiciones" término poco acertado ya que connota relaciones de antonimia o de relación binaria. Estas relaciones pueden ser:

- Según su relación con el resto del sistema: 
```
 a. Bilaterales y multilaterales
 b. proporcionales y aisladas
```

- Según la propia relación de los términos:
```
 a. privativa: marcado / no marcado
 
 b. equipolente

 c. gradual
```

- Según la extrapolación de la relación:
```
 a. constantes

 b. suprimibles o neutralizables
```

El resultado de una neutralización es el Archifonema: conjunto de rasgos comunes a los dos términos de una oposición-relación.

## Niveles de la lengua
Desde la antigüedad clásica: morfología, sintaxis y léxico. Saussure rechaza la lexicología. Mathesius en 1929 establece estos niveles: fonológico, morfológico y sintáctico. Por su parte, Chomsky atiende a estos: fonológico, sintáctico y semántico. En cualquier caso las relaciones entre autores, niveles y paradigmas es más que evidente. Las tendencias recientes propugnan un supranivel relacionado con la pragmática: el nivel textual, relacionado con teorías de la comunicación.
- Datos: Q6129836